# ميخائيل والتر
ميخائيل والتر (بالإنجليزية: Michael Walter)‏ هو لاعب كرة قدم أمريكية أمريكي، ولد في 30 نوفمبر 1960 في سايلم في الولايات المتحدة.

## وصلات خارجية
- ميخائيل والتر على موقع مرجع كرة القدم المحترفة.كوم (الإنجليزية)